# Indianapolis Tennis Championships 2009
L'Indianapolis Tennis Championships 2009 (conosciuto anche come Indianapolis Tennis Championships presented by Lilly per motivi di sponsorizzazione) è stato un torneo di tennis giocato sul cemento.
È la 22ª edizione dell'evento che quest'anno ha preso il nome Indianapolis Tennis Championships, facente parte della categoria ATP World Tour 250 series  nell'ambito dell'ATP World Tour 2009. 
Si è giocato all'Indianapolis Tennis Center di Indianapolis negli Stati Uniti dal 20 al 26 luglio 2009 ed è stato il 1° evento delle US Open Series del 2009.

## Partecipanti

### Teste di serie
| Giocatore        | Nazionalità   | Ranking* | Testa di serie |
| ---------------- | ------------- | -------- | -------------- |
| Dmitrij Tursunov | Russia        | 24       | 1              |
| Dudi Sela        | Israele       | 30       | 2              |
| Sam Querrey      | Stati Uniti   | 34       | 3              |
| Igor' Kunicyn    | Russia        | 36       | 4              |
| Benjamin Becker  | Germania      | 44       | 5              |
| Yen-Hsun Lu      | Taipei cinese | 57       | 6              |
| Marc Gicquel     | Francia       | 64       | 7              |
| Denis Istomin    | Uzbekistan    | 68       | 8              |

- Ranking al 13 luglio 2009.

### Altri partecipanti
Giocatori che hanno ricevuto una Wild card:
- Taylor Dent
- Rajeev Ram
- Devin Britton

Giocatori passati dalle qualificazioni:

- Alex Bogomolov Jr.
- Sébastien de Chaunac
- Jesse Levine
- Gō Soeda

## Campioni

### Singolare
Robby Ginepri ha battuto in finale  Sam Querrey con il punteggio di 6–2, 6–4

### Doppio
Ernests Gulbis /  Dmitrij Tursunov hanno battuto in finale  Ashley Fisher /  Jordan Kerr con il punteggio di 6–4, 3–6, [11-9]